# Герб комуни Нурдмалінг
Герб комуни Нурдмалінг (швед. Nordmalings kommunvapen) — символ шведської адміністративно-територіальної одиниці місцевого самоврядування комуни Нурдмалінг.

## Історія
Містечко Нурдмалінг отримало герб королівським затвердженням 1955 року. Тепер вживається як герб комуни, який було зареєстровано 1974 року.
Після адміністративно-територіальної реформи, проведеної в Швеції на початку 1970-х років, муніципальні герби стали використовуватися лишень комунами. Тому тепер цей герб представляє комуну Нурдмалінг, а не містечко.

## Опис (блазон)
У синьому полі срібна щука з золотими плавниками між двома золотими ланцюгами в балку.

## Зміст
Щука походить з парафіальної печатки XVII століття. Золоті ланцюги вказують на давній металургійний завод в Улофсфорсі.